# Lee Dorrian
Lee Dorrian est un chanteur anglais, né à Coventry en 1968.

## Carrière
Il commence sa carrière de chanteur en 1986 avec le groupe de grindcore anglais Napalm Death. Il quitte le groupe en 1989 après le EP Mentally Murdered. Au sein de Napalm Death, il participera à la naissance du genre grindcore, fondé sur un chant agressif, alternant les parties hurlées et les parties gutturales.
En 1989, il fonde le groupe de doom metal Cathedral. Dans le premier album de Cathedral, Forest of equilibrium, Lee Dorrian développe un chant doom, empli de plaintes et de lamentations. Dans les autres albums du groupe, il sera plus proche du chant rock de certains groupes des années 1970. En 1995 il apparaît sur l'album Alkahest de l'ancien membre de Death SS Paul Chain.
En 2004 il fait partie de la liste d'une douzaine de chanteurs invités par Dave Grohl pour son projet Probot.
En 2014 Il fonde le groupe With the Dead avec Tim Bagshaw et Mark Greening (l'ancienne section rythmique d'Electric Wizard et Ramesses).
Il fonde aussi un label, Rise Above Records, pour diffuser la musique de Cathedral et d'autres groupes comme Electric Wizard, Ghost, Sally et Orange Goblin.